# Liste der Monuments historiques in Ormes (Marne)
Die Liste der Monuments historiques in Ormes führt die Monuments historiques in der französischen Gemeinde Ormes auf.

## Liste der Immobilien
| Bezeichnung    | Beschreibung            | Standort         | Kennzeichnung | Schutzstatus | Datum | Bild           |
| -------------- | ----------------------- | ---------------- | ------------- | ------------ | ----- | -------------- |
| Kirche St-Rémi | aus dem 12. Jahrhundert | Grand-Rue (Lage) | PA00078757    | Classé       | 1920  | weitere Bilder |

## Liste der Objekte
| Bezeichnung                 | Beschreibung                                | Standort                     | Kennzeichnung | Schutzstatus | Datum | Bild |
| --------------------------- | ------------------------------------------- | ---------------------------- | ------------- | ------------ | ----- | ---- |
| Retabel des Hauptaltars     | mit zwei Skulpturen; Stein, 18. Jahrhundert | in der Kirche St-Rémi (Lage) | PM51001910    | Inscrit      | 1995  |      |
| Skulptur Heilige Barbara    | Stein, 16. Jahrhundert                      | in der Kirche St-Rémi (Lage) | PM51000613    | Classé       | 1905  |      |
| Skulptur Madonna mit Kind   | Holz, Ende des 15. Jahrhunderts             | in der Kirche St-Rémi (Lage) | PM51000614    | Classé       | 1908  |      |
| Skulptur Heiliger Fiacrius  | Holz, 18. Jahrhundert                       | in der Kirche St-Rémi (Lage) | PM51001909    | Inscrit      | 1995  |      |
| Skulptur Heiliger Remigius  | Stein, 16. Jahrhundert                      | in der Kirche St-Rémi (Lage) | PM51000611    | Classé       | 1905  |      |
| Skulptur Heiliger Katharina | Stein, 16. Jahrhundert                      | in der Kirche St-Rémi (Lage) | PM51000612    | Classé       | 1905  |      |